# Kościół Nawiedzenia Najświętszej Maryi Panny w Chodzieży
Kościół Nawiedzenia Najświętszej Maryi Panny w Chodzieży – rzymskokatolicki kościół parafialny należący do parafii pod tym samym wezwaniem (dekanat chodzieski archidiecezji gnieźnieńskiej).

## Historia
Pozwolenie na budowę świątyni zostało wydane w dniu 25 stycznia 1980 roku. Kamień węgielny, pochodzący z podziemi katedry w Poznaniu, został wmurowany w mury nowo powstającego kościoła w dniu 7 października 1981 roku. Prace prowadzone były intensywnie i już w sierpniu 1984 roku utworzony został przy świątyni ośrodek duszpasterski pod wezwaniem Nawiedzenia Najświętszej Maryi Panny. Po siedmiu latach budowa kościoła zakończyła się i w dniu 8 października 1988 roku został on uroczyście konsekrowany pod przewodnictwem arcybiskupa Jerzego Stroby.

## Architektura
Świątynia została zbudowana z cegły klinkierowej w stylu nowoczesnym, dach jest pokryty blachą miedzianą. Wnętrze o powierzchni 1150 metrów kwadratowych pomieścić może około 2 tysiące wiernych, znajdują się w nim duże balkony, posadzka jest wyłożona marmurem. W podziemiach kościoła znajdują się sale katechetyczne, na piętrze są umieszczone mieszkania dla księży.